# Glenn Miller
Alton Glenn Miller, född 1 mars 1904 i Clarinda, Iowa, försvunnen 15 december 1944 över Engelska kanalen, var en amerikansk storbandstrombonist, arrangör, kompositör och orkesterledare under swingeran. Miller var en bästsäljande skivartist åren 1939–1942 och ledde Glenn Miller Orchestra. Bland hans inspelningar märks "In the Mood", "Moonlight Serenade", "Pennsylvania 6-5000", "Chattanooga Choo Choo", "A String of Pearls", "At Last", "(I've Got a Gal In) Kalamazoo", "American Patrol", "Tuxedo Junction", "Elmer's Tune", "Little Brown Jug" och "Anvil Chorus". På bara fyra år spelade Miller in 16 skivor som nådde förstaplaceringar och ytterligare 69 topp 10 hits, mer än både Elvis Presley (38 topp 10:or) och The Beatles (33 topp 10:or) under sina karriärer.

## Biografi

### Uppväxt och familj
Glenn Miller var son till Mattie Lou (född Cavender) och Lewis Elmer Miller. Han föddes i Clarinda, Iowa men flyttade som liten med familjen till North Platte i Nebraska. 1915 flyttade familjen till Grant City i Missouri. Millers musikaliska karriär startade när fadern kom hem med en mandolin, vilken snabbt byttes till en trombon, på vilken han hela tiden övade.
Han var från 1928 gift med Helen Burger. 

### Yrkesmusiker
År 1923 kom Glenn Miller in på University of Colorado, där han gick med i Sigma Nu Fraternity, men tillbringade det mesta av sin tid på auditioner och spelade där han kunde, ofta med Boyd Senters band i Denver. Efter att ha missat tre av fem kurser under samma termin slutade han skolan, för att satsa på en framtid som yrkesmusiker. Han studerade senare "Schillingertekniken" hos Joseph Schillinger, vilken senare hjälpte honom att skapa den karaktäristiska "Millerklangen", välkänd från melodier som "Moonlight Serenade" och "In the Mood".

### Framgångsrik storbandsledare
Glenn Miller var en av de skivartister som sålde mest under perioden 1939-1943, som ledare för ett av de mest kända storbanden, The Glenn Miller Orchestra. Hans kända inspelningar inkluderar "In the Mood", "Moonlight Serenade", "Pennsylvania 6-5000", "Chattanooga Choo Choo", "A String of Pearls", "At Last", "(I've Got a Gal In) Kalamazoo", "American Patrol", "Tuxedo Junction" och "Little Brown Jug".

### Andra världskriget

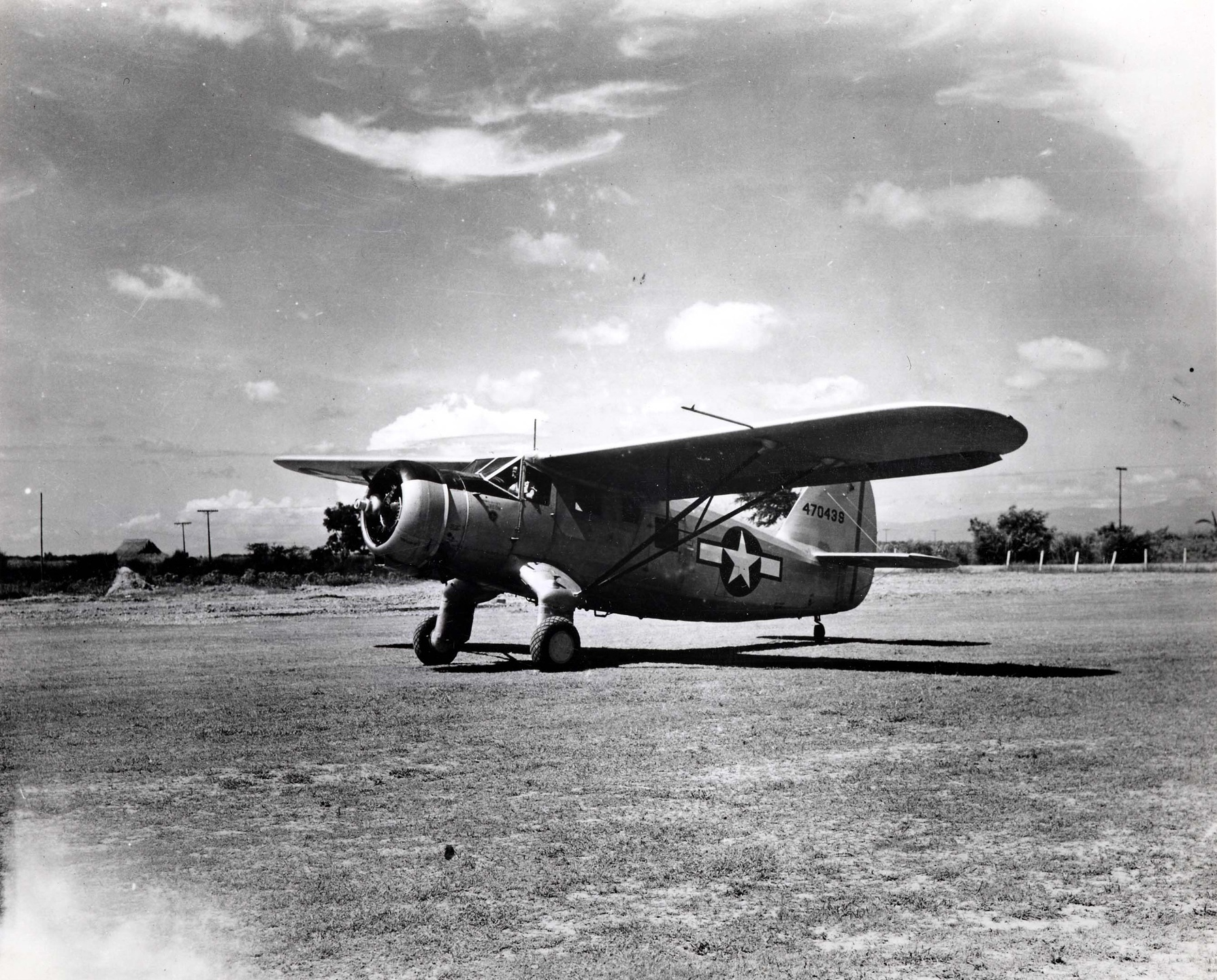
U.S. Army Air Forces Noorduyn C-64 Norseman

Glenn Miller, som var för gammal för att bli inkallad, anmälde sig som frivillig och blev placerad som personalvårdsofficer med kaptens grad, senare som orkesterledare med majors grad i US Army Air Force. Han omkom i en flygolycka under färd från Twinwoods militärflygfält utanför Bedford i England med destination Paris den 15 december 1944, där hans eget militära storband, Army Air Force Band, väntade på honom, i den nyligen befriade franska huvudstaden. Flygplanet, en C-64 Norseman, återfanns aldrig, trots flera försök. Två andra amerikanska militärofficerare fanns också ombord, överstelöjtnant Norman Baessell och piloten, John Morgan. 
Millers försvinnande offentliggjordes först på julaftonen 1944, då AP meddelade att Miller inte skulle leda den planerade julshowen på BBC följande dag; en annan bandmedlem fick istället axla rollen. Glenn Miller lämnade efter sig hustru och två adoptivbarn. Han tilldelades postumt Bronsstjärnan, som överlämnades till hans hustru Helen (1902–1966) vid en ceremoni den 24 mars 1945.

## I populärkulturen
En film byggd på Glenn Millers liv med James Stewart i huvudrollen spelades in 1954 med titeln Moonlight serenade. Filmen finns även utgiven under namnet The Glenn Miller Story.